# Craspedolepta minutissima
Craspedolepta minutissima är en insektsart som först beskrevs av Crawford 1911.  Craspedolepta minutissima ingår i släktet Craspedolepta och familjen rundbladloppor. Inga underarter finns listade i Catalogue of Life.